# 白いブランケット
「白いブランケット」（しろいブランケット）は2000年2月23日に発売された甲斐バンドの38枚目のシングル。

## 概要
オリコン最高76位。
1999年からの甲斐バンド再始動三部作、第二弾シングル。
カップリングの『ラヴ・マイナス・ゼロ 2000』は1985年のアルバム『ラヴ・マイナス・ゼロ』タイトル曲リメイク。他に本作タイトル曲の別ミックス、TVミックス。カップリングは全曲アルバム未収録。
2011年、アルバム『ホームカミング KAI BOOTLEG SERIES Vol.1』（甲斐よしひろ）で本楽曲別テイク（厳密には未発表オリジナルバージョン）が収録。

## 収録曲
- 全作詞・作曲：甲斐よしひろ

1. 白いブランケット
2. ラヴ・マイナス・ゼロ 2000
3. 白いブランケット （Happy Monday MIX）
4. 白いブランケット （TV Mix）